# 버트 오그던 아레나
버트 오그던 아레나(영어: Bert Ogden Arena)는 미국 텍사스주 에딘버그에 위치한 실내 경기장이다. 현재 G 리그 리오그란데밸리 바이퍼스의 홈경기장으로 사용하고 있다.